# Aeolochroma angustifascia
Aeolochroma angustifascia là một loài bướm đêm trong họ Geometridae.